# Eriocaulon hydrophilum
Eriocaulon hydrophilum är en gräsväxtart som beskrevs av Markotter. Eriocaulon hydrophilum ingår i släktet Eriocaulon och familjen Eriocaulaceae. IUCN kategoriserar arten globalt som livskraftig. Inga underarter finns listade i Catalogue of Life.